# Rhomborhina folschveilleri
Rhomborhina folschveilleri är en skalbaggsart som beskrevs av Devecis 2008. Rhomborhina folschveilleri ingår i släktet Rhomborhina och familjen Cetoniidae. Utöver nominatformen finns också underarten R. f. mathisi.